# Ildikó Schwarczenbergerová
Ildikó Schwarczenbergerová provdaná Ildikó Tordasiová (9. září 1951 – 13. července 2015 Budapešť, Maďarsko) byla maďarská sportovní šermířka, která se specializovala na šerm fleretem.
Maďarsko reprezentovala v sedmdesátých a osmdesátých letech. Na olympijských hrách startovala v roce 1972, 1976 a 1980 v soutěži jednotlivkyň a družstev. V soutěži jednotlivkyň získala na olympijských hrách 1976 zlatou olympijskou medaili. V roce 1973 a 1974 obsadila druhé místo na mistrovství světa v soutěži jednotlivkyň. S maďarským družstvem fleretistek vybojovala na olympijských hrách stříbrnou (1972) a dvě bronzové (1976, 1980) olympijské medaile. V roce 1973 vybojovala s družstvem titul mistryň světa.